# Бен Ганн
Бенджамін «Бен» Ганн (англ. Ben Gunn) — вигаданий персонаж у романі «Острова скарбів» шотландського автора Роберта Луїса Стівенсона.

## Поява

### Острів скарбів
Бен Ганн колишній член піратського екіпажу капітана Флінта, який був висаджений капітаном корабля «Ластівка» на безлюдний острів, після того, як не зміг знайти піратські скарби без карти і протягом трьох років провів на цьому острові, шукаючи ті скарби самотужки. Під час свого перебування на острові Ганн потерпає через відсутність нормальних продуктів, і в нього розвивається нав'язлива тягу до звичайного сиру. Він вперше з'являється в романі, коли Джим Гокінс стикається з ним, після висадки частини екіпажу корабля «Еспаньйоли» на берег. Бен доброзичливо ставиться до Джима, надіючись одержати шанс повернутися до свого рідного дому в поселенні Іст-Бедлей, що в англійському графстві Девон.
Джим залишає Бена Ганна в лісі і сам пробирається в блокгауз до своїх товаришів і розказує про пірата. Члени команди в блокгаузі відбивають піратську атаку. Скориставшись затишшям, Джим непомітно вислизнув з блокгауза, знайшов на узбережжі човник Бена і повернувся на «Еспаньйолу». Там йому вдається вбити єдиного живого пірата Ізреєля Гендса, зняти корабель з якоря і відвести його в потаємне місце, на півночі острова. Під прикриттям ночі Джим пробирається в блокгауз, де попадає в руки піратів.
Вранці пірати. під командою Джона Сільвера і з Джимом йдуть шукати скарби. А Бен, слідкуючи за ними, заводить піратську пісню «Скриня мерця», яку любив співати капітан Флінт, а потім хриплим голосом закричав: «Дарбі, подай рому!» — чим дуже страшно налякав піратів, які були готові покинути все і тікати світ заочі, але Сільвер нарешті розпізнає голос Ганна. Пірати рухаються вперед і знаходять місце, де був схований скарб Флінта. Там була тільки велика пуста яма, а скарби зникли.
Розлючені пірати були готові вбити Сільвера та Джима, але Бен Ганн з друзями Гокінса зненацька нападають на них, вбиваючи двох і розганяючи решту. Мандрівники з печери Бен Ганна скарби переносять на корабель. Скарб був розділений між сквайром Трелоні та його вірними людьми, серед яких Джим та Бен Ганн (який отримує дуже невелику частку, всього 1000 фунтів стерлінгів з усієї суми в 700 000 фунтів стерлінгів), і вони повертаються в Англію, залишаючи вцілілих піратів на острові.
Опинившись в Англії, Бен Ганн примудряється витратити всю доволі велику суму свого скарбу всього за кілька днів і сквайр Трелоні бере його на роботу брамником.

### Пригоди Бена Ганна
Бен Ганн — головний герой у «Пригодах Бена Ганна», приквелу до «Острова скарбів», написаному Рональдом Дельдерфілдом. Ця історія прослідковує життя Бена Ганна від простого сільського хлопця, сина церковного паламаря до пірата. Істрію розповідає Джим Гокінс зі слів самого Ганна.
Бен Ганн — один з головних героїв роману Стівена Робертса «Піастри… Піастри!., або Таємниця скарбів Флінта.», 2016 р., в якому розповідається повна передісторія скарбу та причини, за якими золото було закопано. Бен на пару з Біллі Бонсом є оповідачем історії.

## Образ у кіно
Актори, які зобразили Бена Ганна у відомих екранізаціях:
| Актор                   | Версія фільму                                   |
| ----------------------- | ----------------------------------------------- |
| Чарльз Сейл             | Острів скарбів (фільм 1934)                     |
| Джеффрі Вілкінсон       | Острів скарбів (фільм 1950)                     |
| Жан Лефевр              | Острів скарбів (фільм, 1972)                    |
| Канета Кімоцукі         | Острів скарбів (серіал 1978)                    |
| Тоні Джессен            | Острів скарбів (фільм 1985)                     |
| Кеннет Коллі            | Повернення на острів скарбів (телесеріал, 1986) |
| Юрій Яковлєв            | Острів скарбів (фільм 1988)                     |
| Микола Амер             | Острів скарбів (фільм 1990)                     |
| Френк Оз (як міс Піггі) | Острів скарбів маппетів (1996)                  |
| Вальтер Спарров         | Острів скарбів (фільм 1999)                     |
| Мартін Шорт             | Планета скарбів (2002)                          |
| Лі Скотт                | Пірати острова скарбів (2006)                   |
| Елайджа Вуд             | Острів скарбів (фільм, 2012)                    |
| Кріс Фішер              | Чорні вітрила (телесеріал, 2014)                |

## Інші фільми
У фільмі Діснея 1996 року на «Острові скарбів маппетів» цей персонаж був фемінізований як Бенджаміна Ганн («Міс Піггі») режисера Брайана Хенсона, в якій була колишньою нареченою капітана Смоллетта, і була кинута ним під час їхнього вінчання. Пізніше вона стає романтично пов'язаною з капітаном Флінтом. Під кінець фільму вона і Смоллетт відновлюють свої відносини, і вона допомагає йому боротися з піратами Сільвера.
У анімаційному фільмі Діснея «Планета скарбів» Бен Ганн зображений як БЕН (озвучений Мартіном Шортом), покинутий, примхливий робот, який стверджує, що втратив більшу частину своєї пам'яті (БЕН виступає за біо-електронний навігатор). Джим і його група зустрічаються з БЕНом, вивчаючи ліс Планети скарбів, і робот запрошує їх до себе додому, щоб піклуватися про поранену капітана Амелію. Коли пірати Сільвара оточують групу в домі БЕНа, Джим і БЕН, використовуючи задні двері, повертаються на корабель, намагаючись відновити карту. Бен, намагаючись вивести з ладу корабельну артилерію, випадково вимикає штучну гравітацію, після чого Джим і Скроп, погрожують вилетіти в космос, що і трапляється з Скропом. Пізніше Джим і БЕН отримують карту. Після повернення їх захоплює Сільвер, який уже захопив Доплера та Амелію. У сховищах скарбів Джим натрапляє на скелетні останки самого Флінта, в яких знаходиться відсутня частина когнітивного комп'ютера БЕНа. Джим замінює цю частину, внаслідок чого БЕН пригадує, що планета повинна вибухнути після відкриття скарбниці. Після того, як БЕН ледве уникнув вибуху планети, він приєднується до сім'ї Джима і, нарешті, починає працювати в перебудованій «Бенбоу Інн».
Деякий час у Лондоні щорічно проходив спектакль в «Театрі Русалки», спочатку під керівництвом Бернарда Майлза, який зіграв Довготелесого Джона Сільвера, роль, яку він також зіграв у телевізійній версії. Комік Спайк Мілліган часто грав Бена Ганна в цих постановках.
В альбомі «Ben Gunn Society», що вийшов у 2003 році, розповідається історія персонажу Бена Ганна, засновану насамперед на главі XV роману «Людина з острова» та інших відповідних частинах книги.
Бен Ганн був головним натхненником персонажа Германа Зуба в ігровому серіалі «Monkey Island» («Острів мавп»).
Бен Ганн зображений Крісом Фішером у телевізійному серіалі кабельного телевізійного каналу «Starz» Чорні вітрила. З ним вперше стикаються капітан Флінт та його екіпаж, коли вони потрапляють у полон та ув'язнення після висадки на острів, населений великою групою біглих рабів. Ганн тоді вже був в'язнем у населеному пункті, будучи останнім вцілілим членом екіпажу безіменного торгового судна рабів.